# Susann Rüthrich

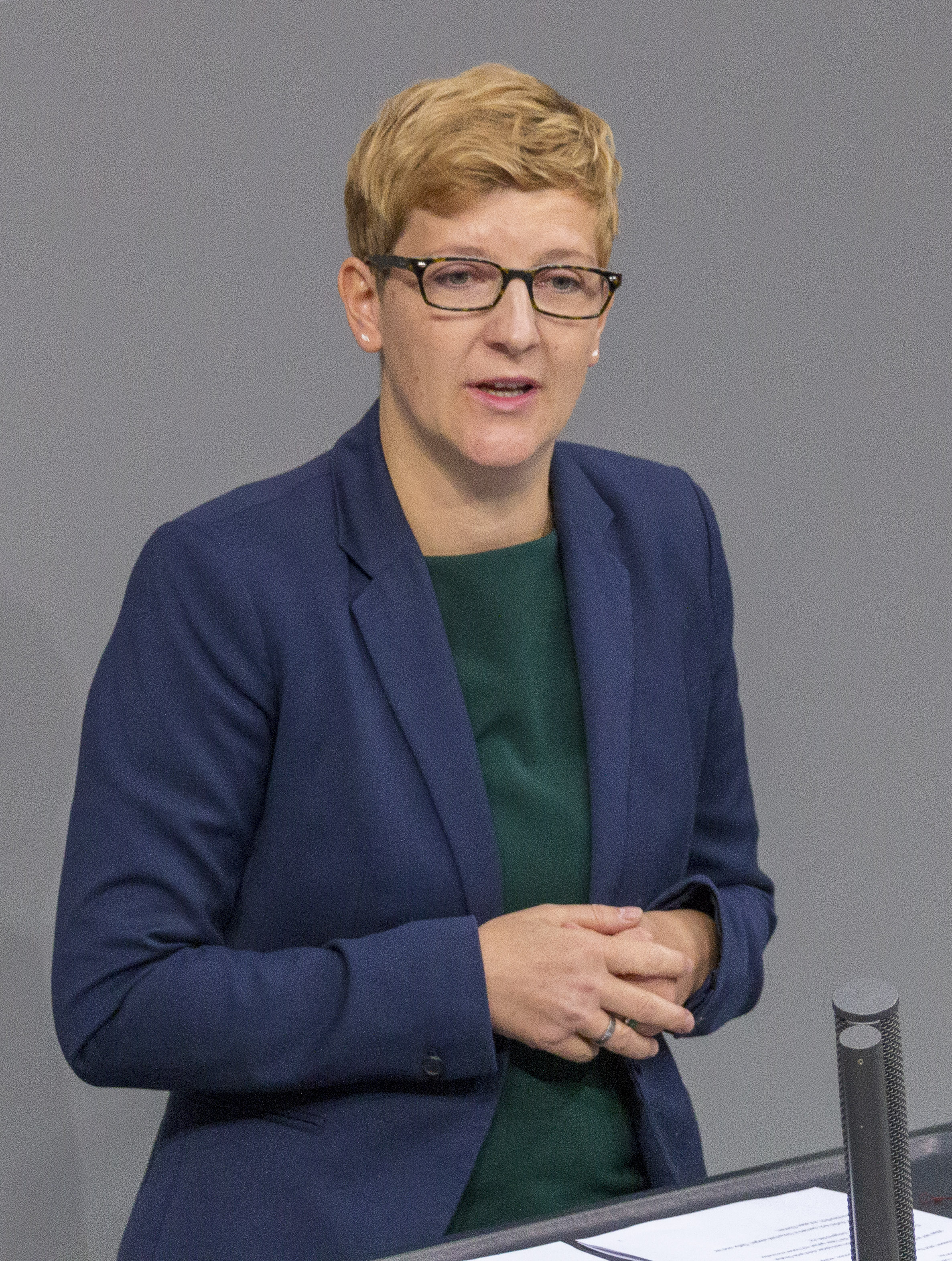
Susann Rüthrich (2020)

Susann Rüthrich (* 21. Juli 1977 in Meißen) ist eine deutsche Politikerin (SPD) und ehemaliges Mitglied des Deutschen Bundestages.

## Leben
Nach ihrem Abitur in Coswig studierte Rüthrich an der TU Dresden. Einen Magisterabschluss erwarb sie berufsbegleitend an der Fernuniversität Hagen. Rüthrich wurde Mitglied der SPD und ist Mitglied im Landesvorstand der SPD-Sachsen sowie Vorsitzende des SPD-Unterbezirks Meißen.
Rüthrich ist verheiratet, lebt in Gauernitz (Gemeinde Klipphausen) und hat drei Kinder.

## Abgeordnete

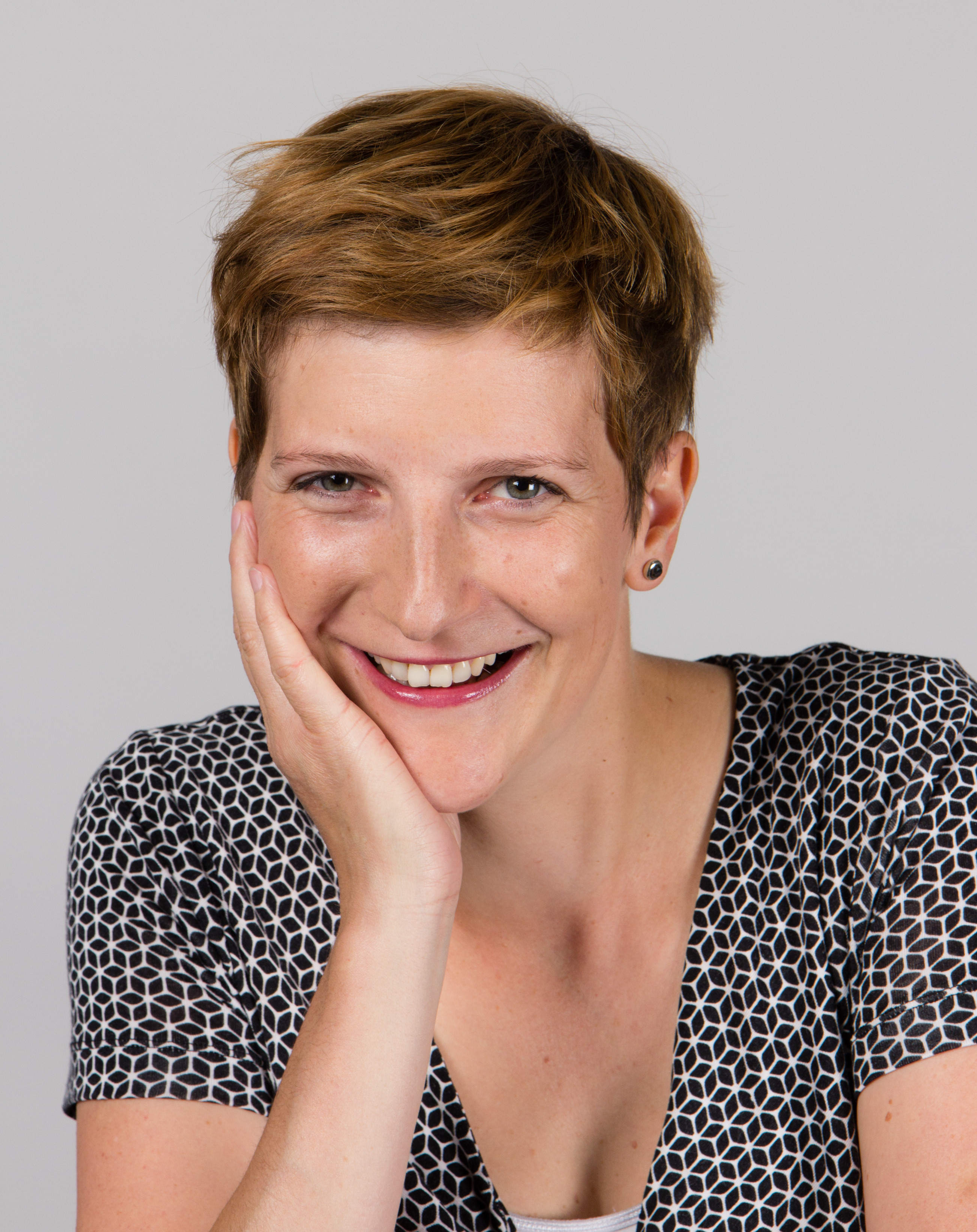
Susann Rüthrich (2014)

Sie war bei der Bundestagswahl 2013 SPD-Kandidatin für das Mandat im Bundestagswahlkreis Meißen und zog über den Listenplatz 6 der SPD-Landesliste Sachsen in den 18. Bundestag ein. Sie war Mitglied im Ausschuss für Familie, Senioren, Frauen und Jugend sowie stellvertretendes Mitglied im Ausschuss für Arbeit und Soziales, sowie im Kuratorium der Bundeszentrale für politische Bildung. Ab dem 11. Februar 2014 war sie die Kinderbeauftragte der SPD-Bundestagsfraktion und Mitglied der SPD in der Kinderkommission des Deutschen Bundestages. Ab Juni 2014 war sie Sprecherin der Querschnittsarbeitsgruppe „Strategien gegen Rechtsextremismus“ der SPD-Bundestagsfraktion. Sie hat Bürgerbüros in Meißen, Dresden-Pieschen und Pirna.
Im Mai 2021 kündigte Rüthrich an, bei der Bundestagswahl 2021 nicht mehr zu kandidieren. Sie wurde im November 2021 erste Kinder- und Jugendbeauftragte im Sächsischen Staatsministerium für Soziales und Gesellschaftlichen Zusammenhalt.